# 海千山千
| ウィキペディアには「海千山千」という見出しの百科事典記事はありません（タイトルに「海千山千」を含むページの一覧/「海千山千」で始まるページの一覧）。 代わりにウィクショナリーのページ「海千山千」が役に立つかもしれません。 |